# Atmakūr
Atmakūr är en ort i Indien.   Den ligger i distriktet Kurnool och delstaten Andhra Pradesh, i den södra delen av landet, 1 400 km söder om huvudstaden New Delhi. Atmakūr ligger 295 meter över havet och antalet invånare är 35 137.
Terrängen runt Atmakūr är platt. Runt Atmakūr är det ganska tätbefolkat, med 108 invånare per kvadratkilometer. Det finns inga andra samhällen i närheten. Trakten runt Atmakūr består till största delen av jordbruksmark.